# Willehalm

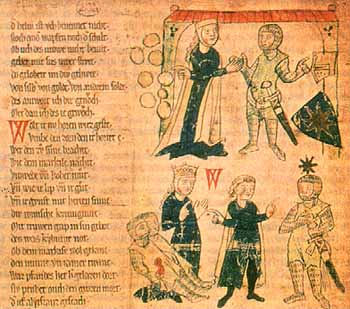
Willehalm-Handschrift aus der 1. Hälfte des 13. Jahrhunderts (III,161,20 bis IV,162,15)

Der Willehalm (französisch Guillaume) ist eine Verserzählung Wolframs von Eschenbach, die zu den bedeutendsten epischen Werken der mittelhochdeutschen Literatur zählt. Über seine Entstehungszeit herrscht in der Forschung ein breiter Diskurs; als einzig sicheres Datum zur Einordnung kann das Jahr 1217 gelten, in dem der Auftraggeber des Werkes, der Thüringer Landgraf Hermann, verstarb. Es muss also vor diesem Zeitpunkt begonnen und später fortgeführt worden sein. Der Willehalm ist allerdings fragmentarisch geblieben.
Aufgrund der im Willehalm besonders stark ausgeprägten Sprachkunst Wolframs und des toleranten Bildes, das der Dichter vom Islam zeichnet, gilt der Willehalm formal und inhaltlich als eines der bedeutendsten deutschen Versepen des Mittelalters.

## Wolframs Vorlage für den Willehalm
Wolfram von Eschenbach verwendete als wesentliche Vorlage für sein Versepos die französische “Chanson d’Aliscans”, die die Geschichte einer kriegerischen Auseinandersetzung zwischen Heiden und Christen erzählt und um 1185 verfasst wurde. Heerführer der christlichen Partei sind Guillaume und Vivien, wobei letzterer in einer ersten Schlacht einen Märtyrertod stirbt. Nach einigen Wirrnissen gelingt es Guillaume, vom König Louis Truppen für einen zweiten Kriegszug gegen die Heiden zu erhalten, die dann auch in einer zweiten Schlacht geschlagen werden können. Neben Guillaume und Vivien werden in der Chanson d’Aliscans auch weitere Figuren erwähnt, die namentlich und funktionell unmittelbares Vorbild für den Willehalm wurden. Auch die Orte und Geschehnisse sind von Wolfram als Grundgerüst seiner „Willehalm“-Erzählung übernommen worden.
Das Chanson d’Aliscans ist Teil eines Zyklus mit dem Titel “Chanson de Guillaume”, die wiederum den „Geste Monglane“ zugeordnet werden können. Es handelt sich dabei um heldenepische Verserzählungen aus der französischen Tradition, die allgemein mit dem Gattungsbegriff Chanson de geste bezeichnet werden. In den „Chanson de Guillaume“ wird neben Kindheit und Werdegang des Titelhelden auch die Geschichte seines Neffen Vivien erzählt, dessen Tod in der “Chanson d’Aliscans” eine zentrale Rolle spielt.
Landgraf Hermann von Thüringen hatte Wolfram an seinen Hof geholt, der damals aufgrund des freigiebigen Mäzenatentums des Grafen als ein Mittelpunkt des literarischen Lebens im deutschen Sprachraum galt. Es gilt in der Forschung als gesichert, dass Hermann Wolfram die “Chanson d’Aliscsans” als Vorlage für ein vergleichbares Epos in deutscher Sprache zur Verfügung stellte, ob nun in schriftlicher Form oder durch Vortrag eines Rezitators. Inwieweit Wolfram darüber hinaus Kenntnisse über die „Chanson de Guillaume“ oder andere zentrale Werke französischer Heldenepik besaß, ist umstritten. Bestimmte biographische Details, die Wolframs Willehalm ausmachen, lassen auf eine Kenntnis Wolframs anderer Texte des Zyklus schließen. Umstritten dagegen ist bereits die Edition, die Wolfram von „Aliscans“ zur Verfügung hatte, gehörte doch die Erzählung zu den beliebtesten des 13. Jahrhunderts und liegt in 13 Handschriften mit teils erheblichen Unterschieden vor. Die Forschung geht daher u. a. davon aus, dass Wolfram sich bei einigen der am Thüringer Hof anwesenden Dichter, die weiterführende Kenntnisse der Texte der „Chanson de Guillaume“ besaßen, informiert und die Resultate bruchstückhaft in den „Willehalm“ eingearbeitet hat.
Dem damaligen Verständnis literarischen Schaffens gemäß hat Wolfram zwar die Handlung als die ihm überlieferte Tradition unverändert übernommen, allerdings Details und die Art der Darstellung nach seinen Vorstellungen teils erheblich abgeändert. Eines der prägnantesten Beispiele dafür ist der Angriff Willehalms auf die Königin auf dem Hof in Munleun: Während Guillaume im französischen Vorbild seine rüde Attacke offen durch den Vorwurf an die Königin, eine Hure zu sein und mit einem Heidenführer geschlafen zu haben, begründet, lässt Wolfram seinen Erzähler im Willehalm diese Stelle paraphrasieren:
Die minne veile hant, diu wip,

roemischer küneginne lip

wart dicke nach in benennet
[Die römische Königin wurde oft mit dem Namen von Frauen, die ihre Liebe verkaufen, benannt.] (WH, 153,1ff.)
In der Kunst derartiger Detailveränderungen und geschickter Umformulierungen und -deutungen nach dem Anspruch des deutschen höfischen Publikums liegt die Bedeutung des „Willehalm“ als sprachlich besonders ausgefeiltes Werk im Schaffen Wolframs von Eschenbach.

### Historischer Hintergrund der Hauptfiguren
Die eine Quelle ist der Sagenstoff um Guillaume d’Orange, d. h. den Grafen Wilhelm von Toulouse, einen Enkel Karl Martells. Unter Karl dem Großen und Ludwig dem Frommen hatte Guillaume gegen Basken und Sarazenen gekämpft, die Spanische Mark gesichert, sich dann aber aus dem weltlichen Leben zurückgezogen und ist 812 im Kloster Gellone, heute Saint-Guilhem-le-Désert, gestorben. Im Jahr 1066 wurde er heiliggesprochen. Seine Verehrung hielt bis ins 12. Jahrhundert an.
In der Chanson d’Aliscans wird auf eine Sarazenenschlacht verwiesen, deren Spuren man noch weiterhin auf dem römisch-christlichen Friedhof in Arles finden kann; der Name Alischanz (von altfranzösisch Aliscans zu lat. elysium campii „elyseische Felder“, vgl. Champs-Élysées) zeugt davon.

## Zur Einordnung der Entstehungszeit des Willehalm
Wie bei vielen mittelalterlichen Texten ist eine exakte Datierung schwierig. Im allgemeinen Konsens der Forschung werden der Beginn von Wolframs Arbeit in den Zeitraum zwischen 1209 und 1217 und der Zeitpunkt der Abbruch der Dichtung zwischen 1217 und 1226 verortet. Einzige Hinweise auf die Entstehungszeit liefern solche Textstellen, die einen eindeutigen Bezug auf ein historisches Datum erlauben. Vier Textstellen stehen dabei im Mittelpunkt:
Im VIII. Buch des Willehalm wird bei der Beschreibung des Heereszuges eines heidnischen Königs ein zeitgenössischer Vergleich gezogen:
Do der keiser Otte

zu Rome trouc die krone,

kom der also schone

gevaren nach seiner wihe
[Wenn der Kaiser Otto [IV.] bei seiner Krönung in Rom ebenso prächtig dahergezogen kam] (WH, 393,30ff.)
Wolfram spielt hier unzweideutig auf die im Jahr 1209 erfolgte Krönung des Welfenkaisers Otto IV. in Rom an. Es handelt sich um beißende Ironie, da es aufgrund massiver Proteste der römischen Oberschicht gegen die Krönung eben zu keinem festlichen Krönungszug gekommen war. Das VIII. Buch des Willehalm muss also nach 1209 entstanden sein.
An zwei Stellen des Willehalm ist von der Belagerungsmaschine „driboc“ (Tribok) die Rede, einmal im III. Buch (111,9) und einmal im V. (222,17). Dieses Kriegsgerät wurde nach Überlieferung mehrerer Chroniken erstmals im Jahr 1212 bei einem Angriff Ottos IV. auf die Burg Weißensee zum Einsatz gebracht, was eine Entstehung dieser beiden Bücher vor 1212 ausschließt. Die Erwähnung eines zu Lebzeiten des historischen Willehalm nicht existenten Kriegsmaschine wurde von den Zeitgenossen nicht als Fehler empfunden, da im Mittelalter grundsätzlich die Vorstellung vorherrschte, dass alles schon immer so oder wenigstens so ähnlich ausgesehen bzw. funktioniert hätte wie in der Gegenwart.
An zwei Stellen wird Wolframs Auftraggeber, Landgraf Hermann von Thüringen, namentlich genannt. Im Prolog des Willehalm wird er in seiner Funktion für die Erzählung benannt:
lantgrave von Duringen Herman

tet mir diz maere von im [Willehalm] bekant
[Landgraf Hermann von Thüringen machte mich mit seiner [Willehalms] Geschichte bekannt] (WH, 3,8f.)
An einer weiteren Stelle heißt es:
lantgrave von Duringen Herman

het in ouch lihte ein ors gegeben.

daz kunder wol al sin leben
[Landgraf Hermann von Thüringen hätte ihnen auch sicher ein Pferd gegeben, das tat er sein Leben lang gerne] (WH, 417,22ff.)
Diese Stelle ist für die Datierung von besonderem Interesse, weil hier von Hermann in der Vergangenheitsform gesprochen wird (er tat es gern), was darauf schließen lässt, dass Wolfram diese Zeilen erst nach dem Tod seines Gönners verfasst hat. Das IX. Buch muss also nach 1217 entstanden sein.
Grundsätzlich gehen einige Forscher (u. a. Bumke) davon aus, dass die Handlung des Willehalm und insbesondere das im Mittelpunkt stehende Verhältnis zwischen Christentum und Islam weniger in die Zeit Hermanns, sondern eher in die seines Nachfolgers Ludwig passen würde. Das zur damaligen Zeit immer wieder brisante Thema der Kreuzzüge und gleichzeitig das aufgeschlossene Verhältnis des Kaisers Friedrich II. zur islamischen Religion stimmen mit den Aussagen und Entwicklungen in Wolframs Willehalm recht genau überein. Zudem lassen sich Übereinstimmungen mit real existierenden Ortsnamen feststellen, so könnte es sich bei Dannjata (WH, 74,16) und Alamansura (z. B. WH, 141,13) um die ägyptischen Orte Damiette und al-Mansura handeln, die 1221 im Mittelpunkt der Ereignisse standen. Eine mögliche Zuordnung des Willehalm in eine spätere Zeit (bis 1226, dem Aufbruchsjahr Ludwigs von Thüringen zum Kreuzzug) ist also nicht von der Hand zu weisen.

## Handlung

### Prolog
Ein Eingangsgebet an den dreieinigen Gott eröffnet das Epos. Der Dichter zeigt damit gleich zu Beginn, dass den Hörer kein Artusroman erwartet, sondern ein religiöses Werk. Dies Gebet ist der Invocatio im Rolandslied des Pfaffen Konrad angelehnt, es gibt einen ersten Hinweis, dass der Willehalm an der älteren Erzählung anknüpft.
Der Dichter bittet nun um Beistand, um die Geschichte richtig zu erzählen; in dem er das Bücherwissen ablehnt und seine Erkenntnisfähigkeit ganz in Gottes Hand legt, formuliert er zugleich eine werkbezogene Poetik. Dies gleicht nicht nur der „Selbstverteidigung“ am Ende des zweiten Parzival-Buchs, es stellt auch den Unterschied zwischen weltlichem Wissen und dem von Gott empfangenen „Sinn“. Der Dichter ist ein poeta illiteratus.
Nach der Vorstellung des Helden – Willehalm ist ein kampferprobter Ritter von hoher Geburt, der im irdischen Leben und als Heiliger Vorbild bleibt – nennt Wolfram das eigentliche Thema des Werks: Leid in Liebe und anderen Dingen, die treue Menschen erdulden müssen. Gemeint ist damit, dass viele Menschen wie Willehalm und Gyburc um ihres religiösen Bekenntnisses willen leiden mussten.

### Das 1. Buch
Graf Heimrich  von Narbon hat seine sieben Söhne enterbt und einen Patensohn zum Erben gemacht. Die Söhne sollen im Dienst hoher Herren wie Karl dem Großen ein Lehen erwerben. Willehalm, der älteste der Brüder, gerät im Kampf gegen König Tybalt in Kriegsgefangenschaft und wird nach Arabi verschleppt. Im Gefängnis begegnet er Arabel, der Frau Tybalts. Er flieht mit ihr, überzeugt sie, zum Christentum zu konvertieren, und heiratet sie. Nach ihrer Taufe trägt sie nun den Namen Gyburg. Willehalm besetzt Tybalts Land in der Provence und gründet in Oransche seine Grafschaft.
Tybalts Schwiegervater, der heidnische Großkönig Terramer, setzt ein riesiges Heer in Bewegung, das an der Küste der Provence landet. Es kommt zur Schlacht in Alischanz. Die provenzalischen Christen schlagen zwar die ersten Angriffe der Könige Halzebier und Nöupatris zurück; letzterer wird von Willehalms Neffen Vivianz erschlagen. Als Terramer und sein Bruder Arofel zum Heer stoßen, die christlichen Truppen versprengen, wobei Vivianz tödlich verwundet wird, erleidet das Christenheer eine vernichtende Niederlage.
Willehalm kann sich mit einigen Männern nach Oransche retten. Er lässt Gyburg hier zurück, und als der Rest seiner Leute von König Poufameiz getötet wird, muss er alleine fliehen.

### Das 2. Buch
Auf der Flucht sieht Willehalm den sterbenden Vivianz, dem er die Beichte abnimmt und das Abendmahl erteilt; Vivianz stirbt als christlicher Märtyrer.
Nach der Totenwache reitet er weiter. Er trifft auf fünfzehn Heidenkönige, von denen er sieben tötet. Einzig Ehmereiz verschont er, weil der als Sohn von Arabel-Gyburg sein Stiefsohn ist. Er tötet auch Arofel und Tenebruns. Als Kriegslist legt er Arofels Rüstung an und besteigt dessen Pferd, um für einen Araber gehalten zu werden und zwischen den feindlichen Linien hindurch reiten zu können. Die Treue seines eigenen Pferdes Puzzat verrät ihn, denn es trabt neben ihm her. Er wird von König Tesereiz angegriffen und tötet ihn im Kampf.
Die Rüstung wird ihm zum Verhängnis, als er nach Oransche gelangt. Gyburg hält ihn für einen Heiden. Willehalm muss zuerst zum Beweis die gefangenen Christen befreien, die in diesem Augenblick vorbeigeführt werden. Als sie ihm auch dann nicht glaubt, nimmt er schließlich den Helm ab – Gyburg erkennt ihn an der im Kampf verstümmelten Nase.
In der Nacht bricht Willehalm auf, um in Munleun beim französischen König Loys, d. h. Ludwig dem Frommen, Beistand zu erbitten. Die Rüstung und seine Kenntnis des Arabischen helfen ihm dabei.

### Das 3. Buch
Der Belagerungsring um Oransche schließt sich.
Gyburg schmerzt zwar das Leid der Christen wie der Heiden, aber sie steht fest auf der christlichen Seite. So antwortet sie in ihrem ersten Gespräch mit Terramer (109,17-110,30) auf seine Drohung des dreifachen Todes mit dem zweifachen Tod der Seele und des Leibes.
Willehalm ist in Orlens eingetroffen und verbirgt sich in einer kleinen Herberge. Gleich gerät er mit einem königlichen Beamten, der ihm unberechtigt Wegzoll abverlangt, in Streit und erschlägt ihn. Dessen Witwe sucht Beistand bei einem Ritter, der Willehalm zum Kampf herausfordert. Auch der Verteidiger unterliegt und wäre fast erschlagen worden, hätte er nicht seinen Namen genannt – es ist einer von Willehalms Brüdern, der ihm mitteilt, dass die ganze Familie beim Hoftag in Munleun anwesend sein wird. Willehalm verbringt eine Nacht im Kloster und lässt dort Arofels Schild zurück. Dann reitet er nach Munleun. Hier wird Willehalm völlig missachtet, keiner empfängt ihn mit höfischen Ehren. Seine Schwester, die inzwischen Königin ist, befiehlt sogar, man solle direkt vor ihm die Tore schließen. Der Kaufmann Wimar nimmt ihn schließlich auf. Ein standesgemäßes Mahl und ein bequemes Nachtlager lehnt Willehalm aber ab, weil er an Gyburgs Situation denkt.
Er reitet am folgenden Tag zornig zum Königshof, wo die anderen Fürsten vor ihm zurückweichen. Als Heimrich von Narbon mit seiner Familie einzieht, tritt Willehalm vor den König und weist ihn mit unhöflicher Rede darauf hin, dass der ihm seine Herrschaft verdanke. Der König antwortet ihm jedoch trotzdem gemessen. Willehalms Schwester verweigert ihm jede Hilfe, worauf es zum Eklat kommt: er reißt ihr die Krone vom Kopf und hätte sie wohl getötet, wenn nicht ihre gemeinsame Mutter Irmenschart sie in Schutz genommen hätte. Erst als sie erfahren, dass Vivianz tot und das ganze Heer verloren ist, sagen sie ihre Hilfe zu. Willehalms Nichte, die schöne Prinzessin Alyze, klärt schließlich die Missstimmung. Sie bittet Loys um Vergebung, weil sich ihre Mutter ungebührlich verhalten habe.

### Das 4. Buch
Willehalms Schwester hat ihre Haltung überdacht und sagt Willehalm jede Hilfe zu, stellt einen Teil ihres Vermögens zur Verfügung und redet auch ihrem Mann zu. Doch Loys ist zunächst beleidigt wegen Willehalms Beleidigung und will zuvor das Hoffest zu Ende bringen.
Nach dem Mahl kommt es erneut zum Aufruhr; Loys vertröstet Willehalm erneut, so dass dieser auf die Festtafel springt und droht, seine Lehen zurückzugeben, was eine große Schmach für den König ist. Diesmal greifen die Brüder hilfreich ein, indem sie gemeinsam mit Graf Heimrich endlich eine Zusage erreichen. Die Kämpfer werden mobilisiert, innerhalb von zehn Tagen soll sich ein Heer einfinden.
Willehalm bleibt in Munleun. Ihm begegnet eines Abends ein riesenhafter und starker Küchenknecht, den die Edelleute verspotten. Sein Name ist Rennewart. Er muss niedrige Dienste verrichten, weil er sich weigert, die Taufe anzunehmen. Willehalm erbittet sich vom König den Jungen, um ihn für den bevorstehenden Kampf ritterlich auszurüsten – Rennewart verlangt jedoch lediglich eine schwere Stange statt der Waffen.
Da nach zehn Tagen das Heer versammelt ist, begleitet König Loys die Kämpfer bis Orlens, wo er Willehalm die Reichsfahne übergibt. Dieser hat nun den Oberbefehl. Rennewart küsst Prinzessin Alyze zum Abschied. Als sie sich Oransche nähern, erblicken sie die Stadt in Flammen.

### Das 5. Buch
Die Belagerung von Oransche dauert an.
Bei der zweiten etwas verständnisvoller verlaufenden Begegnung mit seiner Tochter, dem Religionsgespräch (215,10–221,26), hat Terramer nochmals vergeblich versucht, Gyburg zu bewegen, dass sie zum Islam zurückkehrt. Die Unauflöslichkeit des Konflikts wird deutlich: Ihrem Festhalten am Glauben steht sein Bekenntnis zu seinen Göttern gegenüber. Wie sie die heidnischen Götter gering achtet, so er den christlichen Gott. Gyburgs Absolutheitsanspruch steht dem Terramers gegenüber. Beide rechtfertigen ihre Handlungsweise, beschuldigen den Gesprächspartner, am Anlass des Konflikts schuldig zu sein, und fordern sich gegenseitig zur Bekehrung auf.
Nach einem Sturmangriff geht die Stadt in Flammen auf, nur die Burg Glorjet bleibt verschont. Das heidnische Heer zieht ab, um sich an den Schiffen neu zu versorgen.
Gyburg meint, einen neuen heidnischen Angriff zu sehen; es ist zu ihrer großen Freude aber Willehalm mit dem Christenheer. Die Heerführer schlagen ihre Lager vor der Stadt auf; Gyburg und Willehalm bereiten die Verpflegung vor. Die Truppenverbände nähern sich Oransche von verschiedenen Seiten, unter ihnen Willehalms Brüder und sein Vater. Sie kommen alle zum Festmahl in die Burg Glorjet. Gyburg beklagt dem alten Heimrich den Tod von heidnischen und christlichen Kämpfern. Viele Ritter aus Willehalms Familie sind in Terramers Gefangenschaft. Sie berichtet von einem Wunder während der Schlacht: viele gefallene christliche Ritter wurden in Sarkophage gebettet, die nicht von Menschenhand geschaffen sind.

### Das 6. Buch
Das Festmahl ist in vollem Gange, als Rennewart den Saal betritt. Die Gesellschaft ist von seiner Größe und Kraft sichtlich beeindruckt. Aber er trinkt zu viel vom gesüßten Wein. Als zwei Schildknappen seine Stange nehmen, verliert er die Beherrschung und schlägt auf sie ein. Die Knappen fliehen, das Mahl endet in Aufruhr.
Willehalm geleitet die Fürsten in ihr Lager, dann geht er mit Gyburg zur Ruhe. Rennewart nächtigt in der Küche von Glorjet. Der Koch sengt dem Schlafenden mit einem glühenden Scheit den Bart – diesen bösen Streich bezahlt er mit seinem Leben. Willehalm erfährt am nächsten Morgen davon und bittet Gyburg, sich Rennewarts anzunehmen. Sie hat eine Ahnung, dass er ihr Bruder sein könnte; doch verweigert der jede Antwort auf Fragen nach seiner Familie. Gyburg lässt die Rüstung König Synaguns holen, die dieser trug, als er Willehalm gefangen nahm. Sie überredet ihn, die Rüstung anzulegen und auch ein Schwert zu tragen.
Die Fürsten versammeln sich zu einem Kriegsrat, dem auch Gyburg beiwohnt. Willehalm eröffnet den Rat, indem er die Leiden schildert, die die heidnischen Krieger über Frankreich gebracht haben. Er ruft zur Verteidigung des Landes und zur Rache an den Heiden auf und verheißt den Kämpfern doppelten Lohn, den Himmel und die Gunst edler Frauen. Seine Brüder und sein Vater sind entschlossen, den Kampf in Alischanz aufzunehmen, doch die Fürsten des französischen Reichsheeres verweigern Willehalm die Gefolgschaft. Mit der Entsetzung von Oransche ist für sie die Mission erfüllt. Willehalm dringt in sie, sich nicht an Christus zu versündigen und den Heiden das Land zu lassen, worauf auch die Reichsfürsten ihre Teilnahme zusagen. Gyburg spricht als Letzte und beschließt den Kriegsrat. Sie sieht durchaus die Notwendigkeit des Kampfes gegen die Herrschaftsansprüche ihres Vaters auf das christliche Abendland. Aber sie warnt aus ihrer Leidenserfahrung heraus vor dem Rachekreislauf und bittet um Schonung der Gegner nach dem Sieg. Sie begründet dies mit der Barmherzigkeit Gottes und damit, dass die Heiden wie die Christen Geschöpfe Gottes seien. Sie belegt ihren Appell mit Aussagen der Heiligen Schrift. Darüber hinaus seien alle kleinen Kinder vor der Taufe Heiden.
Die Fürsten nehmen eine letzte Mahlzeit ein, zu der Rennewart in Synaguns Rüstung erscheint. Dann bricht das Heer auf.

### Das 7. Buch
Die Kämpfer haben bereits eine Tagesreise in Richtung Alischanz hinter sich, als Rennewart bemerkt, dass er seine Stange in Oransche vergessen hat. Willehalm lässt sie durch einen Boten ins nächste Nachtquartier nachbringen. Wieder vergisst Rennewart seine Stange – diesmal läuft er selbst zurück, beschämt über seine Vergesslichkeit und beim Gedanken, man könnte seine Eile als Flucht missverstehen. Er findet seine Stange, die nun im Feuer gehärtet ist, und kehrt schnell zurück.
Das Heer ist beim heidnischen Lager, von einer Anhöhe aus überblicken Willehalm und seine Gefolgsleute Terramers ungeheuer großes Heer. Willehalm spricht den Fürsten Mut zu: nicht einer dürfe fliehen. Doch er erreicht das Gegenteil, die französischen Fürsten ziehen mit ihren Truppen ab, Ruhm und Ehre wollen sie lieber im Turnier erwerben. Willehalm lässt sie seinen Groll spüren, den verbliebenen Rittern versichert er, dass Gott sie noch an diesem Tage belohnen werde.
Die abziehenden Fürsten schaffen es nur bis zur Schlucht von Petit Punt, dort begegnet ihnen Rennewart, der einen Wortwechsel gar nicht erst abwartet, sondern gleich mit seiner Stange auf die Abtrünnigen einschlägt. 45 von ihnen tötet er, bis sie einsichtig werden und begreifen, dass es die Hand Gottes ist, die sie trifft. Einer der Kämpfer, der als weise erscheinen will – während er doch in Wahrheit der dümmste von allen ist und lediglich gut reden kann –, versucht Rennewart zur Umkehr zu überreden; der könne doch den ganzen Tag in der Schenke liegen, statt in den Kampf zu ziehen. Das entfacht Rennewarts Zorn nur noch mehr, er erschlägt weitere flüchtige Ritter und hält erst ein, als sie ihm einen Eid leisten, mit ihm unter seinem Befehl nach Alischanz zurückzukehren.
Dort hat Willehalm unterdessen die Reichsfahne eingeholt und sein eigenes Banner gehisst. Gemeinsam mit dem Bruder Arnalt führt er die erste der fünf Heeresgruppen; diese bekommt ihren Sold von seiner Mutter und seiner Schwester. Die zweite leitet der alte Heimrich, die dritte die Brüder Buov und Bernart, die vierte Gybert und Bertram, die letzte schließlich der jüngere Heimrich und dessen Freund König Schilbert. Rennewart trifft mit den übrigen Rittern ein und wird zur sechsten Abteilung, die Reichsfahne wird mit der Rückkehr der französischen Fürsten wieder enthüllt.
Terramer erblickt das königliche Banner und meint, Loys selbst greife ihn an. Er definiert sein Kriegsziel neu: Rache für den Tod der vielen heidnischen Könige in der ersten Schlacht von Alischanz. Dies tilge die Schande, die seinem Glauben angetan worden war – die jüngeren Krieger sollten den Kampf als Minnedienst, die älteren als Dschihad verstehen. Nun enthüllt Terramer auch seine eigentlichen Kriegsmotive: die Niederlage seines Onkels Baligan gegen Karl den Großen solle gerächt werden. Außerdem sei er ein Nachfahre des Pompeius, dem deshalb auch die Herrschaft über das Reich gebühre. Er wolle Oransche und Paris zerstören, um dann den Thron in Aachen zu besetzen und das Christentum zu vernichten.
Terramer teilt sein Heer in zehn Verbände und nennt jeden der Führer mit einer rühmenden Rede. Er lässt die Kämpfer Standbilder der heidnischen Gottheiten mit in die Schlacht führen; diese sind so schwer, dass man sie an Pfählen befestigen und auf Rinderkarren transportieren muss. Terramers ältester Sohn Kanliun soll die Wagen schützen – der lässt sie aber während des Kampfes im Stich. Schließlich lässt sich Terramer von den Königen in einer feierlichen Zeremonie wappnen. Hier erwähnt er die Sarkophage, die wohl „der Zauberer Jesus“ über das Schlachtfeld verteilt haben müsse.

### Das 8. Buch
Der Angriff Halzebiers eröffnet die Schlacht, er trifft auf die fünfte Abteilung. Jede der zehn Gruppen des heidnischen Heeres fällt nach und nach ein. Schließlich befinden sich alle, Heiden und Christen, im Kampf. Die Übermacht von Terramers Truppen zersprengt die ganze Schlachtordnung Willehalms, schließlich überrennen die Heiden mit dem letzten Angriff das ganze Feld. Das Reichsheer sieht sich ausweglos und schon der Niederlage gegenüber.

### Das 9. Buch
Die Schlachtordnung löst sich auf. Der alte Heimrich wehrt einen Angriff von König Cernubile ab, den er mit einem einzigen Schwerthieb erschlägt. Fürsten des Reichsheeres fallen, doch Rennewart greift ein und tötet allein fünf Heerführer aus Terramers Gefolge. Halzebier weicht zurück, um Kraft zu schöpfen. Rennewart geht ihm nach, erreicht das Schiff mit den Kriegsgefangenen und überwältigt allein die heidnischen Krieger, die in den Rüstungen der Gegner und auf deren Pferden in die Schlacht ziehen. Gemeinsam erschlagen sie Halzebier.
Der alte König Oukin beklagt den Tod seines Sohnes Poydwiz; er greift Willehalm an und wird von ihm niedergestreckt. Rennewart ruht sich vom Kampf aus. Unterdessen greifen Purrel und seine 14 Söhne das Reichsheer an. Rennewart eilt mit seiner Stange in die Schlacht und schlägt ihn nieder; dabei zerbricht seine Stange. Purrel überlebt mit schweren Verletzungen, Gefolgsleute tragen ihn zu den Schiffen. Zunächst kämpft Rennewart mit den Fäusten weiter, doch dann besinnt er sich auf Gyburgs Ratschlag und zieht sein Schwert. Er schlägt Tybalt und seine Truppe in die Flucht.
Ektor von Salenie, der Fahnenträger der heidnischen Armee, wird von Bernart getötet; dies leitet die Niederlage ein. Das ganze Heidenheer ergreift die Flucht, die Krieger retten sich zu den Schiffen oder fliehen in die umliegenden Berge. Viele werden von den Verfolgern eingeholt und erschlagen, die übrigen legen hastig vom Ufer ab. Im letzten Zweikampf treffen endlich die Führer Terramer und Willehalm aufeinander. Der heidnische Großkönig wird schwer verwundet, seine Gefährten retten ihn auf das Schiff. Noch immer kämpft Rennewart, zuletzt erschlägt er seinen Halbbruder Kanliun und greift König Poydjus an, dann verliert sich seine Spur im Kampfgetümmel.
Das christliche Reichsheer hat den Sieg errungen, doch es beklagt schwere Verluste. Die Krieger suchen das Schlachtfeld nach ihren Verwandten ab und bemächtigen sich der kostbaren Rüstungen der Gegner. Am Abend fallen sie über das feindliche Lager her und halten eine große Siegesfeier.
Am folgenden Tag werden die Toten der Schlacht zusammengetragen. Die einfachen Männer werden begraben, die Edelleute einbalsamiert. In einer Klagerede betrauert Willehalm den Verlust Rennewarts, den er als „seine rechte Hand“ preist; Bernart wirft ihm vor, seine Pflichten als Heerführer zu missachten und schlägt vor, den sicher nur entführten Rennewart gegen 25 gefangene Heidenkönige auszutauschen. Willehalm willigt ein und lässt sich von den anderen Fürsten die gefangenen Könige übergeben. Den König Matribleiz beauftragt er damit, die Leichname der Gefallenen beider Schlachten in ihre Heimat zu überführen, damit sie nach muslimischem Ritus bestattet werden können. – Hier bricht die Erzählung ab.